# Mike D. Rogers
Michael Dennis Rogers (Hammond, Indiana; 16 de julio de 1958) es un abogado y político estadounidense que se desempeña como representante de los Estados Unidos por el 3.er distrito congresional de Alabama desde 2003. Es miembro del Partido Republicano.

## Biografía

### Primeros años y educación
Residente de sexta generación del condado de Calhoun en el este de Alabama, se graduó en Saks High School y obtuvo tanto su título universitario en ciencias políticas como su maestría en administración pública en la Universidad Estatal de Jacksonville.

### Inicios en la política
A los 28 años, se convirtió en la persona más joven en unirse a la Comisión del condado de Calhoun.
En 1994, ganó un escaño en la Cámara de Representantes de Alabama y se convirtió en líder de la minoría en su segundo mandato. En 2002, Bob Riley fue elegido como gobernador de Alabama, dejando vacante el escaño del 3.er distrito congresional del estado. Rogers ganó la nominación republicana y en las elecciones generales, derrotó al demócrata Joe Turnham, Jr., quien se había desempeñado durante tres años como presidente del partido estatal y se había postulado contra Riley para el Congreso en 1998.

### Cámara de Representantes de Estados Unidos

#### 112.º Congreso (2011-2013)
En diciembre de 2011, votó a favor de la H. R. 10, las Regulaciones de la Ley de Necesidad de Escrutinio del Ejecutivo, que habría requerido la aprobación del Congreso para cualquier "regulación importante" emitida por el poder ejecutivo pero, a diferencia de la Ley de Revisión del Congreso de 1996, no requeriría la firma del presidente ni anular un probable veto presidencial.

#### 115.º Congreso (2017-2019)
En 2017, trabajó con el representante Jim Cooper en una propuesta para establecer un cuerpo espacial bajo el Departamento de la Fuerza Aérea. La propuesta fue aprobada en la Cámara y fracasó en el Senado. Un proyecto de ley muy similar se convirtió en ley dos años después para crear la Fuerza Espacial de los Estados Unidos.

#### 117.º Congreso (2021-2023)
Estuvo en el ataque al Capitolio durante el 6 de enero de 2021. Al día siguiente, tuiteó que «no hay lugar para la violencia política en Estados Unidos». Incluso después del ataque, apoyó los esfuerzos para revocar los resultados de las elecciones presidenciales de 2020 y votó para oponerse a la certificación. Votó en contra de acusar a Donald Trump por segunda vez tras el ataque. La justificación de su decisión fue que se trataba de una acción partidista de Nancy Pelosi que «dividiría aún más a nuestra nación».
Votó en contra del Plan de Rescate Estadounidense en febrero de 2021. Su razón para oponerse al proyecto de ley fue que estaba lleno de «iniciativas socialistas extremas» y era demasiado costoso, y que era muy pronto para otro proyecto de ley después de la Ley de Asignaciones Consolidadas de diciembre de 2020. También dijo que el proyecto de ley no apoyaba la reapertura de escuelas y que financiaba abortos.
Hasta octubre de 2021, había votado, de acuerdo con la posición declarada de Joe Biden, el 10,3 % de las veces.

### Vida personal
Está casado y tiene tres hijos. Él y su familia residen en Saks y son miembros de una Iglesia Bautista.